# Halowe Mistrzostwa Świata w Lekkoatletyce 1987 – bieg na 60 m mężczyzn
Bieg na 60 metrów mężczyzn – jedna z konkurencji biegowych rozgrywanych podczas halowych mistrzostw świata w  hali Hoosier Dome w Indianapolis. Eliminacje, półfinały i bieg finałowy zostały rozegrane 6 marca 1987. Pierwotnie zwyciężył reprezentant Kanady Ben Johnson, który tym samym obronił tytuł zdobyty na światowych igrzyskach halowych w 1985. W finale uzyskał wynik lepszy od halowego rekordu świata – 6,41 s. Jednak po igrzyskach olimpijskich w 1988 w Seulu Johnson został zdyskwalifikowany z powodu stosowania niedozwolonego dopingu. Unieważniono wszystkie jego wyniki od początku 1987. W tej sytuacji mistrzem świata został drugi na mecie Lee McRae ze Stanów Zjednoczonych, który również został halowym rekordzistą świata z czasem 6,50 s.  

## Rezultaty

### Eliminacje
Rozegrano 6 biegów eliminacyjnych, do których przystąpiło 41 biegaczy. Awans do półfinałów dawało zajęcie jednego z pierwszych dwóch miejsc w swoim biegu (Q). Skład półfinałów uzupełniło czterech zawodników z najlepszym czasem wśród przegranych (q).
Opracowano na podstawie materiału źródłowego.

#### Bieg 1
| Miejsce | Zawodnik             | Czas | Uwagi       |
| ------- | -------------------- | ---- | ----------- |
| 1       | Attila Kovács        | 6,76 | Q           |
| 2       | John Albertie        | 6,91 | [ 3 ] [ 4 ] |
| 3       | Cyril Brioche        | 7,11 | [ 3 ] [ 4 ] |
| 4       | William George       | 7,38 | [ 3 ] [ 4 ] |
| 1       | Ben Johnson          | 6,60 | Q, DQ       |
| –       | Victor Edet          | DNS  |             |
| –       | Leandro Peñalver     | DNS  |             |
| –       | Mustapha Kamel Selmi | DNS  |             |

#### Bieg 2
| Miejsce | Zawodnik         | Czas | Uwagi       |
| ------- | ---------------- | ---- | ----------- |
| 1       | Lee McRae        | 6,66 | Q           |
| 2       | Antoine Richard  | 6,71 | Q           |
| 3       | Rohan Wade       | 6,73 | q,          |
| 4       | Rick Jones       | 6,77 |             |
| 5       | Ricardo Chacón   | 6,79 |             |
| 6       | Esteban Carpio   | 6,92 |             |
| 7       | Simeon Kipkemboi | 7,12 | [ 3 ] [ 4 ] |
| –       | Fabian Whymns    | DNS  |             |

#### Bieg 3
| Miejsce | Zawodnik           | Czas | Uwagi       |
| ------- | ------------------ | ---- | ----------- |
| 1       | Mark Witherspoon   | 6,66 | Q           |
| 2       | Andrés Simón       | 6,69 | Q           |
| 3       | Charles-Louis Seck | 6,74 |             |
| 4       | Greg Meghoo        | 6,88 |             |
| 5       | Lars Hummel        | 6,97 |             |
| 6       | Julien Thode       | 7,00 |             |
| 7       | Sunday Olweny      | 7,22 | [ 3 ] [ 4 ] |
| 8       | Carl Chicksen      | 7,23 | [ 3 ] [ 4 ] |

#### Bieg 4
| Miejsce | Zawodnik         | Czas | Uwagi       |
| ------- | ---------------- | ---- | ----------- |
| 1       | Christian Haas   | 6,66 | Q           |
| 2       | Bruno Marie-Rose | 6,67 | Q           |
| 3       | Mike McFarlane   | 6,78 |             |
| 4       | Neville Hodge    | 6,83 | [ 3 ] [ 4 ] |
| 5       | Dazel Jules      | 6,84 |             |
| 6       | Earl Hazel       | 6,99 | [ 3 ] [ 4 ] |
| 7       | Ziad Hanna       | 7,14 | [ 3 ] [ 4 ] |
| –       | Chidi Imoh       | DNS  |             |

#### Bieg 5
| Miejsce | Zawodnik           | Czas | Uwagi       |
| ------- | ------------------ | ---- | ----------- |
| 1       | Ronald Desruelles  | 6,64 | Q           |
| 2       | Li Tao             | 6,70 | Q,          |
| 3       | Antonio Ullo       | 6,70 | q           |
| 4       | Elliot Bunney      | 6,72 | q           |
| 5       | José Javier Arqués | 6,75 |             |
| 6       | Greg Barnes        | 6,85 |             |
| 7       | Sumet Promna       | 7,07 | [ 3 ] [ 4 ] |
| 8       | Rodney Cox         | 7,27 | [ 3 ] [ 4 ] |

#### Bieg 6
| Miejsce | Zawodnik             | Czas | Uwagi       |
| ------- | -------------------- | ---- | ----------- |
| 1       | Pierfrancesco Pavoni | 6,64 | Q           |
| 2       | Walentin Atanasow    | 6,68 | Q           |
| 3       | Bill Trott           | 6,69 | q,          |
| 4       | Orde Ballantyne      | 7,05 | [ 3 ] [ 4 ] |
| 5       | Clifford Mamba       | 7,21 | [ 3 ] [ 4 ] |
| 6       | Trevor Davis         | 7,21 | [ 3 ] [ 4 ] |
| –       | Robson da Silva      | DNS  |             |
| –       | Kouadio Otokpa       | DNS  |             |

### Półfinały
Rozegrano 2 biegi półfinałowe, w których wystartowało 16 biegaczy. Awans do finału dawało zajęcie jednego z czterech pierwszych miejsc w swoim biegu (Q).
Opracowano na podstawie materiału źródłowego.

#### Bieg 1
| Miejsce | Zawodnik          | Czas | Uwagi |
| ------- | ----------------- | ---- | ----- |
| 1       | Lee McRae         | 6,58 | Q,    |
| 2       | Antonio Ullo      | 6,65 | Q     |
| 3       | Christian Haas    | 6,67 | Q     |
| 4       | Walentin Atanasow | 6,67 |       |
| 5       | Antoine Richard   | 6,69 |       |
| 6       | Andrés Simón      | 6,72 |       |
| 7       | Attila Kovács     | 6,83 |       |
| 1       | Ben Johnson       | 6,49 | Q, DQ |

#### Bieg 2
| Miejsce | Zawodnik             | Czas | Uwagi |
| ------- | -------------------- | ---- | ----- |
| 1       | Mark Witherspoon     | 6,60 | Q     |
| 2       | Pierfrancesco Pavoni | 6,66 | Q     |
| 3       | Bruno Marie-Rose     | 6,66 | Q     |
| 4       | Ronald Desruelles    | 6,67 | Q     |
| 5       | Li Tao               | 6,70 | =     |
| 6       | Bill Trott           | 6,71 |       |
| 7       | Elliot Bunney        | 6,74 |       |
| 8       | Rohan Wade           | 6,81 |       |

### Finał
Opracowano na podstawie materiału źródłowego.
| Miejsce | Zawodnik             | Czas | Uwagi             |
| ------- | -------------------- | ---- | ----------------- |
| 1       | Lee McRae            | 6,50 | [ 2 ] [ 7 ] [ 8 ] |
| 2       | Mark Witherspoon     | 6,54 | [ 7 ]             |
| 3       | Pierfrancesco Pavoni | 6,59 |                   |
| 4       | Antonio Ullo         | 6,64 |                   |
| 5       | Ronald Desruelles    | 6,67 |                   |
| 6       | Christian Haas       | 6,68 |                   |
| 6       | Bruno Marie-Rose     | 6,68 |                   |
| 1       | Ben Johnson          | 6,43 | DQ                |